# Dinotoperla arcuata
Dinotoperla arcuata är en bäcksländeart som beskrevs av Günther Theischinger 1982. Dinotoperla arcuata ingår i släktet Dinotoperla och familjen Gripopterygidae. Inga underarter finns listade i Catalogue of Life.